# Wendell Bailey
Robert Wendell Bailey (ur. 30 czerwca 1940 w Willow Springs) – amerykański polityk, członek Partii Republikańskiej.

## Działalność polityczna
Od 1973 zasiadał w stanowej Izbie Reprezentantów Missouri, a następnie od 3 stycznia 1981 do 3 stycznia 1983 przez jedną kadencję był przedstawicielem 8. okręgu wyborczego w stanie Missouri w Izbie Reprezentantów Stanów Zjednoczonych.